# 屮部
屮部，為漢字索引裡為部首之一，康熙字典214個部首中的第四十五個（三劃的則為第十六個）。在傳統漢字與中文簡化字中，屮部都被歸於三劃部首。屮部通常是從下方均可為部字，且無其他部首可用者將部首歸為屮部。

## 部首單字解釋
1. ㄔㄜˋ，草木初生。見說文。發芽。
2. ㄘㄠˇ，艸的古文，即今之草字。

## 字形

金文
大篆
小篆

## 名稱
- 漢語：屮部（拼音：chèbù　注音：ㄔㄜˋㄅㄨˋ）
- 日語：
- 朝鲜語：

## 字例
| 除部首外之筆劃 | 字例 -{ |
| -------------- | ------- |
| 0              | 屮      |
| 1              | 屯㞢    |
| 3              | 屰      |
| 4              | 𡴉㞣㞷  |
| 9              | 𡴢 }-   |